# Милан Шипка
Милан Шипка (Драгељи код Градишке, 7. октобар 1931. — Сарајево, 8. јул 2011) био је српски лингвиста и универзитетски професор.

## Биографија
Рођен је 7. октобра 1931. године у Драгељима код Градишке. Филозофски факултет је завршио у Загребу, гдје је касније и докторирао на тему „Језик Петра Кочића“.
Радио је као професор српскохрватског језика и филозофије у Гимназији у Босанском Новом, Учитељске школе и Више педагошке школе у Бањој Луци. Затим је у Сарајеву радио као директор Института за језик и књижевност, као научни савјетник у Институту за проучавање националних односа и као редовни професор Универзитета у Сарајеву, на Академији сценских умјетности и Педагошкој академији.
Као гостујући професор Института за славистику Универзитета у Клагенфурту држао је предавања из југославистичке социолингвистике, а гостовао је и на универзитетима у Бечу, Познању (Пољска) и Новом Саду. Велики дио свог живота посветио је старању о српском језику, посебно српској језичкој култури.
Његов син је лингвиста Данко Шипка.

## Радови
Заједно са академиком Иваном Клајном аутор је капиталног дјела Велики речник страних речи и израза (прво издање: 2006) и самостално Правописни речник српскога језика (прво издање: 2010).
Објавио је више од 600 научних и стручних радова, међу којима и више од 20 књига (научних монографија, језичких савјетника, популарно-научних текстова, уџбеника и приручника).
- Шипка, Милан Н. (2010). Правописни речник српског језика са правописно-граматичким саветником (PDF) (1. изд.). Нови Сад: Прометеј.
- Шипка, Милан Н. (2012) [2010]. Правописни речник српског језика са правописно-граматичким саветником (2. изд.). Нови Сад: Прометеј.
- Шипка, Милан Н. (2012). „О пејоративној употреби етника и етнонима у српском језику”. Наука и идентитет: Филолошке науке (PDF). Пале: Филозофски факултет. стр. 127—135.